# Takahiro Nakazato
Takahiro Nakazato (født 29. marts 1990) er en japansk fodboldspiller, som spiller for den japanske fodboldklub Yokohama FC.